# 570.
570. je osmo desetletje v 6. stoletju med letoma 570 in 579. 